# IC 3506
IC 3506 је елиптична галаксија у сазвјежђу Дјевица која се налази на листи објеката дубоког неба у Индекс каталогу.
Деклинација објекта је + 12° 44' 30" а ректасцензија 12h 34m 6,7s. Привидна величина (магнитуда) објекта IC 3506 износи 14,6 а фотографска магнитуда 15,6. Налази се на удаљености од 12,2 милиона парсека од Сунца. IC 3506 је још познат и под ознакама VCC 1539, PGC 41782.